# Marc Sway
Marc Sway (nacido el 25 de junio de 1979 en Männedorf) es un cantante de música pop y soul suizo. Con una carrera consolidada y cuatro álbumes lanzados, desde el año 2013 Sway es parte integrante como jurado y profesor de canto del programa televisivo de competencia de canto The Voice of Switzerland.

## Discografía

### Álbumes
- 2003 – Marc's Way
- 2008 – One Way
- 2010 – Tuesday Songs
- 2012 – Soul Circus

### Sencillos
- 2003 – Natural High
- 2003 – Ready for the Ride
- 2006 – We're on Fire (Marc Sway, Daniel Kandlbauer, Kisha & Tanja Dankner)
- 2007 – Hemmigslos liebe (Fabienne Louves & Marc Sway)
- 2008 – Severina
- 2010 – Losing
- 2011 – Din Engel
- 2012 – Non, Non, Non
- 2014 – Feel the same